# Doetinchem
Doetinchem là một đô thị thuộc tỉnh Gelderland, Hà Lan. Đô thị này có diện tích 79,67 km2, dân số là 56225 người (1/1/2007).